# Caldwell (Texas)
Caldwell es una ciudad ubicada en el condado de Burleson en el estado estadounidense de Texas. En el Censo de 2010 tenía una población de 4.104 habitantes y una densidad poblacional de 403,81 personas por km².

## Geografía
Caldwell se encuentra ubicada en las coordenadas 30°31′53″N 96°42′2″O / 30.53139, -96.70056. Según la Oficina del Censo de los Estados Unidos, Caldwell tiene una superficie total de 10.16 km², de la cual 10.1 km² corresponden a tierra firme y (0.66%) 0.07 km² es agua.

## Demografía
Según el censo de 2010, había 4.104 personas residiendo en Caldwell. La densidad de población era de 403,81 hab./km². De los 4.104 habitantes, Caldwell estaba compuesto por el 74.07% blancos, el 12.69% eran afroamericanos, el 0.49% eran amerindios, el 0.22% eran asiáticos, el 0% eran isleños del Pacífico, el 10.43% eran de otras razas y el 2.1% pertenecían a dos o más razas. Del total de la población el 27.58% eran hispanos o latinos de cualquier raza.